# Санджай Кумар (борець, 1983)
Санджай Кумар (англ. Sanjay Kumar; 31 грудня 1983) — індійський борець вільного та греко-римського стилів, дворазовий срібний та бронзовий призер чемпіонатів Співдружності, чемпіон Ігор Співдружності, бронзовий призер чемпіонату Азії серед юніорів. Всіх успіхів досяг у греко-римській боротьбі.

## Життєпис
Боротьбою почав займатися з 1996 року.
Виступав за спортивний клуб армії, Делі. Тренер — Харгобінд Сінгх (з 1997).

## Спортивні результати на міжнародних змаганнях

### Виступи на Чемпіонатах Азії
| Змагання                       | Збірна | Вагова категорія                 | Місце |
| ------------------------------ | ------ | -------------------------------- | ----- |
| Чемпіонат Азії з боротьби 2003 | Індія  | греко-римська боротьба, до 74 кг | 8     |
| Чемпіонат Азії з боротьби 2004 | Індія  | греко-римська боротьба, до 74 кг | 8     |
| Чемпіонат Азії з боротьби 2010 | Індія  | греко-римська боротьба, до 74 кг | 5     |

### Виступи на Азійських іграх
| Змагання           | Збірна | Вагова категорія                 | Місце |
| ------------------ | ------ | -------------------------------- | ----- |
| Азійські ігри 2006 | Індія  | греко-римська боротьба, до 74 кг | 12    |

### Виступи на Чемпіонатах Співдружності
| Змагання                                | Збірна | Вагова категорія                 | Місце  |
| --------------------------------------- | ------ | -------------------------------- | ------ |
| Чемпіонат Співдружності з боротьби 2005 | Індія  | греко-римська боротьба, до 74 кг | Срібло |
| Чемпіонат Співдружності з боротьби 2005 | Індія  | вільна боротьба, до 84 кг        | 4      |
| Чемпіонат Співдружності з боротьби 2007 | Індія  | греко-римська боротьба, до 74 кг | Срібло |
| Чемпіонат Співдружності з боротьби 2009 | Індія  | греко-римська боротьба, до 74 кг | Бронза |

### Виступи на Іграх Співдружності
| Змагання                | Збірна | Вагова категорія                 | Місце  |
| ----------------------- | ------ | -------------------------------- | ------ |
| Ігри Співдружності 2010 | Індія  | греко-римська боротьба, до 74 кг | Золото |

### Виступи на інших змаганнях
| Змагання                                                        | Збірна | Вагова категорія                 | Місце |
| --------------------------------------------------------------- | ------ | -------------------------------- | ----- |
| Олімпійський кваліфікаційний турнір з боротьби 2004 (Новий Сад) | Індія  | греко-римська боротьба, до 74 кг | 17    |
| Олімпійський кваліфікаційний турнір з боротьби 2004 (Ташкент)   | Індія  | греко-римська боротьба, до 74 кг | 13    |

### Виступи на змаганнях молодших вікових груп
| Змагання                                      | Збірна | Вагова категорія                 | Місце  |
| --------------------------------------------- | ------ | -------------------------------- | ------ |
| Чемпіонат світу з боротьби серед кадетів 1994 | Індія  | вільна боротьба, до 70 кг        | 5      |
| Чемпіонат Азії з боротьби серед кадетів 2000  | Індія  | греко-римська боротьба, до 76 кг | 5      |
| Чемпіонат Азії з боротьби серед кадетів 2004  | Індія  | греко-римська боротьба, до 76 кг | 5      |
| Чемпіонат Азії з боротьби серед юніорів 1998  | Індія  | греко-римська боротьба, до 76 кг | 6      |
| Чемпіонат Азії з боротьби серед юніорів 2002  | Індія  | греко-римська боротьба, до 76 кг | Бронза |
| Чемпіонат світу з боротьби серед юніорів 2003 | Індія  | греко-римська боротьба, до 84 кг | 15     |